# 肖爾克布拉夫-利德爾鎮區 (阿肯色州克萊縣)
肖爾克布拉夫-利德爾鎮區（英語：Chalk Bluff-Liddell Township）是位於美國阿肯色州克萊縣的一個行政鎮區。

## 地方資料
肖爾克布拉夫-利德爾鎮區的面積為80.11平方千米，當中陸地面積為79.79平方千米，而水域面積為0.32平方千米。根據2010年美國人口普查的數據，當地共有人口598人，而人口密度為每平方千米7.46人。